# Elvis Presleys filmografi
Dette er en samlet kronologisk oversigt over de film hvori Elvis Presley medvirkede. Presley indspillede i perioden 1956 – 1972 i alt 33 film, hvoraf de to sidste var dokumentarfilm. I alle Elvis-filmene havde Presley den suveræne hovedrolle med undtagelse af hans debut-film, hvor han delte hovedrolleværdigheden med to medspillere.

## Sangene i filmene
I alle Elvis Presleys film var der indlagt sange. I spillefilmene spænder det antalsmæssigt over en enkelt sang i Charro! og op til 14 i Blue Hawaii. I de to sidste af hans film, de to dokumentarfilm, var omdrejningspunktet hans koncert- og turnéliv, og derfor var der naturligt nok indeholdt væsentligt flere sange i disse.
I alt drejer det sig om 296 sange, som er blevet sunget af Elvis Presley gennem hans filmproduktion.

## Filmografi
Filmene er oplistet i den rækkefølge, hvori de havde premiere, selv om der et par steder er film, der er optaget i en anden rækkefølge.
| År   | Titel                                                        | Rolle                        | Medspillere                                                                   | Bemærkninger |
| ---- | ------------------------------------------------------------ | ---------------------------- | ----------------------------------------------------------------------------- | --- |
| 1956 | Love Me Tender (Reno-brødrene)                               | Clint Reno                   | Richard Egan, Debra Paget                                                     | (S/H) Den eneste film, hvor Elvis Presley ikke stod øverst på plakaten. Den eneste af hans film, hvor man ser ham dø. Elvis sang fire sange i filmen. |
| 1957 | Loving You (Den gyldne guitar)                               | Jimmy Tompkins (Deke Rivers) | Lizabeth Scott, Wendell Corey, Dolores Hart                                   | The Jordanaires har deres filmdebut. Elvis' forældre ses blandt tilskuerne til en koncert. Elvis sang syv sange i filmen. |
| 1957 | Jailhouse Rock (Med knyttede næver)                          | Vince Everett                | Judy Tyler, Mickey Shaughnessy                                                | (S/H) Judy Tyler og hendes ægtemand dræbes i en bilulykke få dage efter, at filmoptagelserne er afsluttet. Komponisten Mike Stoller ses som pianist i orkestret, og D.J. Fontana, Scotty Moore og Bill Black har ligeledes roller som orkestermedlemmer. Elvis sang seks sange i filmen.                                           |
| 1958 | King Creole (Hård ungdom)                                    | Danny Fisher                 | Carolyn Jones, Walter Matthau, Dean Jagger, Dolores Hart                      | (S/H) Baseret på novellen A Stone for Danny Fisher af Harold Robbins. Efter sigende Elvis' egen favorit blandt sine film og den sidste han lavede før militærtjenesten. Tillige hans sidste sort/hvid-film. Elvis sang 11 sange i filmen.                                                                                          |
| 1960 | G.I. Blues (Café Europa)                                     | Tulsa McLean                 | Juliet Prowse                                                                 | Elvis' første film efter hjemsendelse fra militærtjeneste. Elvis fik under optagelserne besøg af bl.a. den danske tronfølger Prinsesse Margrethe. Soundtracket fra filmen lå på Billboard 200-hitlisten i over 2 år (111 uger). Elvis sang 11 sange i filmen.                                                                      |
| 1960 | Flaming Star (Flammende Stjerne)                             | Pacer Burton                 | Barbara Eden, Steve Forrest, Dolores del Rio, John McIntire                   | Den anden af hans film, hvori Elvis dør, her ser man det dog ikke på lærredet. Andy Warhols berømte fotoprint af Elvis med seksløber i hånden er et stillbillede fra denne film. Elvis sang to sange i filmen. |
| 1961 | Wild in the Country (Vild ung mand)                          | Glenn Tyler                  | Hope Lange, Tuesday Weld, Millie Perkins                                      | Millie Perkins brækkede sin arm under optagelserne da hun skulle slå Elvis. Elvis sang fire sange i filmen. |
| 1961 | Blue Hawaii                                                  | Chad Gates                   | Joan Blackman, Angela Lansbury                                                | Soundtracket fra denne film lå på hitlistens 1. plads 20 uger i træk. Angela Lansbury spiller rollen som Elvis' mor, selv om hun kun var 10 år ældre end han. Elvis sang 14 sange i filmen. |
| 1962 | Follow That Dream (Drøm med mig)                             | Toby Kwimper                 | Arthur O'Connell, Anne Helm                                                   | Filmen blev optaget i Citrus og Levy County i Florida, og hovedstrækningen af Highway 40 i Inglis i Florida er døbt Follow That Dream Parkway. Elvis sang fem sange i filmen. |
| 1962 | Kid Galahad                                                  | Walter Gulick / Kid Galahad  | Charles Bronson, Gig Young, Lola Albright, Joan Blackman                      | Filmen er en genindspilning af en film med samme titel fra 1937 med bl.a. Edward G. Robinson, Bette Davis og Humphrey Bogart. Elvis sang seks sange i filmen. |
| 1962 | Girls! Girls! Girls!                                         | Ross Carpenter               | Stella Stevens, Jeremy Slate, Laurel Goodwin                                  | Den eneste af Elvis' spillefilm, der blev nomineret til en Golden Globe. Elvis sang 12 sange i filmen. |
| 1963 | It Happened At The World's Fair (Elvis i den syvende himmel) | Mike Edwards                 | Joan O'Brien, Gary Lockwood, Vicky Tiu                                        | Den senere så kendte Kurt Russell fik sin filmdebut i It Happened At The World's Fair. Han spillede rollen som en lille knægt, der sparker Elvis over skinnebenet. Russells rolle var dog så ubetydelig, at han ikke nævnes i rulleteksterne. Elvis sang 10 sange i filmen.                                                        |
| 1963 | Fun in Acapulco (Sjov i Acapulco)                            | Mike Windgren                | Ursula Andress, Elsa Cardenas, Alejandro Rey,                                 | Teri Garr har her sin filmdebut som danser, uden dog at komme med på rulleteksterne. Ingen af Presleys scener blev optaget i Mexico. Elvis sang 11 sange i filmen. |
| 1964 | Kissin' Cousins                                              | Josh Morgan / Jodie Tatum    | Arthur O'Connell, Glenda Farrell, Jack Albertson, Pamela Austin, Yvonne Craig | Den eneste film, hvor Elvis spiller dobbeltrolle. I en mindre rolle ses Maureen Reagan, datter af skuespillerinden Jane Wyman og den amerikanske præsident Ronald Reagan. Filmen er optaget en måned senere end Viva Las Vegas. Elvis sang 10 sange i filmen.                                                                      |
| 1964 | Viva Las Vegas (Elvis i det store race)                      | Lucky Jackson                | Ann-Margret, Cesare Danova, William Demarest                                  | Elvis' største filmsucces, målt i indtjening, den indspillede over 9 millioner $ men kostede lidt under 1 million at producere. Filmet før Kissin' Cousins. Elvis sang ni sange i filmen. |
| 1964 | Roustabout (Gøglerkongen)                                    | Charlie Rogers               | Barbara Stanwyck, Leif Erickson, Joan Freeman                                 | I slutningen af filmen rækker Elvis et lille barn til 'den stærke mand' i et omrejsende cirkus. Den stærke mand blev spillet af Richard Kiel, der senere blev berømt for sin figur 'Jaws' i et par James Bond-film. Elvis sang 11 sange i filmen.                                                                                  |
| 1965 | Girl Happy (Skør med piger)                                  | Rusty Wells                  | Shelley Fabares, Harold J. Stone, Mary Ann Mobley, Nita Talbot                | Dette var Shelley Fabares' første ud af tre film med Elvis. Elvis sang 11 sange i filmen. |
| 1965 | Tickle Me (Elvis i Det vilde Vesten)                         | Lonnie Beale / Panhandle Kid | Julie Adams, Jocelyn Lane, Jack Mullaney                                      | Tickle Me er den eneste af Presleys 31 spillefilm, der ikke affødte en pladeudgivelse, og der er ej heller en titelmelodi til filmen. Elvis sang ni sange i filmen. |
| 1965 | Harum Scarum (Elvis i haremet)                               | Johnny Tyronne               | Mary Ann Mobley, Fran Jeffries                                                | Til trods for et særdeles tyndt manuskript fik Elvis Presley 1 million dollars for sin medvirken i filmen, – den højeste sum han opnåede for medvirken i nogen af hans mange film. Elvis sang 11 sange i filmen. |
| 1966 | Frankie And Johnny (Frankie og Johnny)                       | Johnny                       | Donna Douglas, Harry Morgan, Sue Anne Langdon                                 | Harry Morgan er kendt for sin rolle som Oberst Sherman T. Potter i TV-serien M*A*S*H. Elvis sang 12 sange i filmen. |
| 1966 | Paradise, Hawaiian Style (Paradis på Hawaii)                 | Rick Richards                | Suzanna Leigh, James Shigeta, Donna Butterworth                               | Elvis Presley og Tom Jones traf for første gang hinanden under indspilningen af Paradise, Hawaiian Style, idet Tom Jones aflagde et besøg i Elvis' lejr. Elvis sang 10 sange i filmen. |
| 1966 | Spinout (Med foden på speederen)                             | Mike McCoy                   | Shelley Fabares, Diane McBain, Deborah Walley, Carl Betz                      | USA's Præsident Lyndon B. Johnson besøgte Elvis under optagelserne til filmen. Elvis sang ni sange i filmen. |
| 1967 | Easy Come, Easy Go                                           | Ted Jackson                  | Dodie Marshall, Pat Priest, Pat Harrington, Jr., Elsa Lanchester              | Filmen blev optaget 'on location' på USS GALLANT, en større minestryger, på Long Beach Naval Station, San Pedro, Los Angeles samt i Hollywood. Filmen er indspillet efter Double Trouble. Elvis sang seks sange i filmen. |
| 1967 | Double Trouble (Elvis i kattepine)                           | Guy Lambert                  | Annette Day, John Williams, Norman Rossington                                 | Annette Day havde sin skuespillerdebut i filmen, det blev samtidig hendes farvel til filmens verden, idet hun ikke siden har medvirket i en film. Filmen er optaget før Easy Come, Easy Go. Elvis sang ni sange i filmen. |
| 1967 | Clambake (Playboy i bølgegang)                               | Scott Heyward                | Shelley Fabares, Will Hutchins, Gary Merrill, Bill Bixby                      | Selv om handlingen er henlagt til det flade Florida er det på en del af udendørsoptagelserne muligt at se bjerge i baggrunden. Dette skyldes de mange scener, der blev "skudt" i Californien, og som er klippet ind for at agere Florida. Elvis sang otte sange i filmen.                                                          |
| 1968 | Stay Away, Joe (Arizona Joe)                                 | Joe Lightcloud               | Burgess Meredith, Joan Blondell, Katy Jurado                                  | "Lovely Mamie", som der kun blev sunget et kort brudstykke af i filmen, er aldrig blevet udsendt på plade eller CD. Den har samme melodi som den gamle franske folkemelodi "Alouette". Filmen er optaget senere end efterfølgeren Speedway. Elvis sang fem sange i filmen.                                                         |
| 1968 | Speedway                                                     | Steve Grayson                | Nancy Sinatra, Bill Bixby, Gale Gordon, William Schallert                     | Speedway blev optaget på Lowe's Motor Speedway i Concord, North Carolina. Filmen er optaget før Stay Away, Joe men havde premiere tre måneder efter denne. Elvis sang otte sange i filmen. |
| 1968 | Live A Little, Love A Little (Elvis lever livet)             | Greg Nolan                   | Michele Carey, Rudy Vallee, Don Porter, Dick Sargent                          | "Albert", den store Grand Danois, som er med i filmen, blev spillet af Elvis Presleys egen hund "Brutus". Elvis sang fire sange i filmen. |
| 1969 | Charro!                                                      | Jess Wade                    | Ina Balin, Victor French                                                      | Underlægningsmusikken til Charro! blev komponeret af Hugo Montenegro, hvis orkester også ledsagede Elvis på titelnummeret. Hugo Montenegro havde et stort internationalt hit i 1966 med temaet fra Sergio Leones 'spaghettiwestern' The Good, the Bad and the Ugly med bl.a. Clint Eastwood. Elvis sang én sang i filmen.          |
| 1969 | The Trouble With Girls (Ballade med piger)                   | Walter Hale                  | Marlyn Mason, Sheree North                                                    | Melodien til en af filmens sange, "Violet (Flower Of NYU)" er baseret på den gamle "Aura Lee" fra 1861, der var en populær sang under Den Amerikanske Borgerkrig, i øvrigt samme sang, der blev brugt som basis for "Love Me Tender", der er titelmelodi til Presleys første film, Love Me Tender. Elvis sang seks sange i filmen. |
| 1969 | Change Of Habit                                              | Dr. John Carpenter           | Mary Tyler Moore, Barbara McNair, Edward Asner                                | Filmen blev Elvis Presleys 31. og sidste spillefilm. Elvis sang fire sange i filmen. |
| 1970 | Elvis - That's The Way It Is                                 | Sig selv                     | The Imperials, The Sweet Inspirations                                         | Filmen er med og om Elvis Presley, der igennem filmens mange sange viser glimt af optakten til hans show på The International Hotel i Las Vegas i august 1970 samt naturligvis store bidder af selve showet. Elvis sang 27 sange i filmen.                                                                                         |
| 1972 | Elvis On Tour                                                | Sig selv                     | J.D. Sumner & The Stamps                                                      | Dokumentarfilm med og om Elvis Presley, der viser scener fra hans turneliv. Filmen vandt en Golden Globe i 1973 for bedste dokumentarfilm. Elvis sang 23 sange i filmen. |